# Semi-conducteur dégénéré
Un semi-conducteur dégénéré est un semi-conducteur dopé au point d'avoir un comportement plus proche de celui d'un métal que d'un semi-conducteur. 

## Mécanisme
Dans le cas d'un dopage modéré, les atomes du dopant créent des niveaux de dopants individuels souvent considérés comme des états localisés, proches, selon leur nature de la bande de conduction (donneur) ou de la bande de valence (accepteur), et pouvant accroitre la population de porteurs de charge minoritaires (électrons dans la bande de conduction, trous dans la bande de valence) par promotion thermique (ou transition optique).
À un niveau suffisamment élevé d'impuretés (dopant), la bande de conduction (respectivement de valence) se rapproche tant du niveau du dopant donneur (respectivement accepteur) qu'elle fusionne avec, et un tel système cesse alors d'avoir les caractéristiques typiques d'un semi-conducteur, par exemple une conductivité électrique qui augmente avec la température. La limite habituellement fixée d'un tel système est :
- EC-EF < 3kBT pour un semi-conducteur n
- EF-EV < 3kBT pour un semi-conducteur p

Cependant, le semi-conducteur ainsi dopé a toujours moins de porteurs de charge qu'un métal (environ 1023 cm-3, un semi-conducteur intrinsèque — non-dopé — comme le silicium ayant une concentration d'environ 1010 cm-3, le dopage permettant d'atteindre ~1019 - 1020 cm-3), ses caractéristiques étant en fait intermédiaires entre celles d'un semi-conducteur et celles d'un métal.

## Exemples
Beaucoup de chalcogénures de cuivre (comme le sulfure de cuivre) sont des semi-conducteurs de type p dégénérés avec un nombre relativement important de trous dans leur bande de valence. Un exemple est le système LaCuOS1-xSex avec dopage au magnésium (Mg) qui est un semi-conducteurs de type p dégénéré à gap important. Sa concentration en trous ne varie pas avec la température, caractéristique majeure d'un semi-conducteur dégénéré
Un autre exemple notoire est l'oxyde d'indium-étain (ITO). C'est un assez bon conducteur métallique dont la fréquence plasma est dans la gamme infrarouge. Il est transparent pour le spectre visible. 